# Federaal Agentschap van de Schuld
Het Federaal Agentschap van de Schuld is een instelling van openbaar nut van categorie "A" in België, gevestigd op Kunstlaan 30, 1040 Brussel. Het agentschap is verantwoordelijk voor het operationele beheer van de federale staatsschuld.
Het agentschap bestaat uit ongeveer veertig medewerkers, waaronder gedetacheerde ambtenaren van de Administratie van de Thesaurie en contractuele werknemers uit de privésector. Het uitvoerend comité, dat verantwoordelijk is voor het beheer van het agentschap, bestaat uit directeuren en wordt voorgezeten door de directeur van de Middle Office. 
De supervisie over het agentschap ligt bij het strategisch comité, dat bestaat uit de administrateur-generaal van de Thesaurie, een vertegenwoordiger van de minister van Financiën, de Inspecteur van Financiën en de directeurs van het agentschap.

## Structuur en functies
Het agentschap bestaat uit drie hoofddirecties, elk met specifieke verantwoordelijkheden:
Front Office (1ste directie)Verantwoordelijk voor de uitvoering van financiële verrichtingen. Beheert de uitgifte van leningen en de kastoestand van België. Biedt verschillende leningsoorten aan, waaronder lineaire obligaties, schatkistcertificaten, commercial paper, Staatsbons, en op de monetaire markt. Hanteert diverse uitgifteprocedures, zoals aanbestedingen, syndicaties, plaatsingen en elektronische onderhandelingen.
Middle Office (2de directie)Ontwikkelt de strategie voor schuldbeheer, die jaarlijks wordt vastgesteld door de minister van Financiën. Monitort en evalueert de schuldportefeuille, marktrisico's en kredietrisico's. Beheert communicatie, waaronder de website www.debtagency.be, en promoot financiële producten zowel nationaal als internationaal.
Back Office en Systems (3de directie)Beheert de validatie en betaling van transacties afgesloten door de Front Office, in samenwerking met de Nationale Bank van België. Zorgt voor het IT-systeem van het agentschap.